# 沃尔夫冈·保罗
沃尔夫冈·保罗（1913年8月10日—1993年12月7日），德国物理学家，离子阱的开发人之一，1989年获诺贝尔物理学奖。

## 生平
1939年在柏林工业大学获得博士头衔，1944年在哥廷根大学获得大学任教资格，1944年至1952年在该校任教授，1952年赴波恩大学任教并担任物理研究所主任，直至1981年。
1964年至1967年期间，他是欧洲核子研究组织物理学部门的主任。1970年至1973年任德国电子加速器（汉堡市）理事会主席。1979年被选为德国洪堡基金会的第三任主席，并任职10年。
沃尔夫冈·保罗是《哥廷根宣言》的签署者之一。1955年4月12日，18位联邦德国的原子物理学家和诺贝尔奖得主联名发表《哥廷根宣言》，宣言的宗旨是警告使用氢弹的核战争将给人类带来毁灭性的灾难，敦促各国政府放弃以武力作为实现政治目的手段，表达了科学家强烈的社会责任感。

## 影响
沃尔夫冈·保罗是粒子物理学领域的先驱，他的研究包括原子射线、分子射线、质谱、同位素分离、材料中的电子散射、放射生物学、放射量测定和医学中的电子放射疗法。1953年发明了四极质谱仪，又称保罗质谱仪，用于质谱测量。

## 荣誉
沃尔夫冈·保罗和汉斯·德默尔特因开发离子阱（保罗阱），而与诺曼·拉姆齐分享1989年诺贝尔物理学奖。
沃尔夫冈·保罗是瑞典乌普萨拉大学、德国亚琛工业大学、波兰波兹南大学（波兹南）、希腊塞萨洛尼基大学（塞萨洛尼基）和英国肯特大学（堪特伯雷）的荣誉博士，德国波恩大学的荣誉校务委员。他是1984年Pour le Mérite勋章的第二副总务，1985年和1992年的第一副总务。他还获得了捷克布拉格科学学会的金质奖章、澳大利亚新南威尔士大学的狄拉克奖章和德国联邦十字勋章，德国物理学会授予他“罗伯特-维夏德-波尔奖”（Robert-Wichard-Pohl-Preis）。
以沃尔夫冈·保罗的名字命名的有德国质谱学会的“沃尔夫冈·保罗学习奖”（Wolfgang Paul-Studienpreis），以及德国科学史上奖金额最高之一的，由德国洪堡基金会和德国联邦教育和研究部颁发的“沃尔夫冈·保罗奖”（Wolfgang Paul-Preis）。此外，波恩大学的一座大演讲厅以他的名字命名，洪堡基金会在此每隔二到三年举办一次“沃尔夫冈·保罗演讲会”（Wolfgang-Paul-Vorlesung），邀请世界知名的物理学家各做一次客座演讲，持续一到两天，由沃尔夫冈·保罗的遗产资助。